# 森口裕二
森口 裕二（もりぐち ゆうじ、1971年 - ）は、日本の画家・アーティスト。徳島県生まれ。1994年、京都精華大学卒業。
漫画と日本画を混ぜ合わせたようなテイストで、独特なエロティシズムを描き出している。

## 雑誌特集
アックス 第120号 特集「妖艶! 森口裕二の世界」（青林工藝舎 2017年12月) ISBN 978-4883794416